# 자선 (덕)
자선(慈善, 영어: charity)은 자애·박애·동포애의 정신에 근거해 행해지는 공익적인 활동·행위 혹은 그것을 실시하는 조직이다. 세계 각지에서 자선의 활동·조직을 볼 수 있어 그러한 대부분은 종교적인 배경을 가진다. 자선은 자주 신체 장애인이나 고령자 등에 대하는 사회 복지, 빈곤 지역의 기아 구제, 분쟁 지역의 난민 구제, 또는 재해·사고 등의 희생자나 유족에 대한 지원 활동 등이라는 형태를 취하지만, 본래적으로는 이상의 활동에 머무르지 않고, 사회에 대한 공헌 전반을 자선이라 할 수 있다. 또, 자선과 관련되는 비용은 기부·기부에 의해서 지변되는 것이 많다.
자선을 테마로 한 프로그램을 '자선 프로그램'이라고 부른다.

## 약사
세계 각지에서 보편적으로 존재하는 자선이지만, 그 기원에는 지역에 의해서 차이를 볼 수 있다.
농경의 발달 등에 수반해 문명이 성장해 가면, 부의 집중화가 발생해 사회 내부에 격차가 생기게 되었다. 사회 내부의 격차를 완화하기 위해, 한 편에서는 종교가 태어나 뿐으로는 부의 재분배를 했다. 많은 문명에서는, 양자는 밀접한 관계를 구축해 나가, 부의 재분배가 종교적인 의미가 주어지게 되었다. 그 일례가 인도에서 태어난 희사이며, 희사는 불교와 함께 동남아시아 및 중국·일본 등에 초래되었다. 이슬람 사회에서도 신의 가르침에 따라서, 자카트·사다카라고 칭해지는 희사가 이슬람교의 중요한 행위에 자리 매김되고 있다.
기독교가 전래하기 이전의 유럽 씨족 사회에서도, 빈곤자나 환자에 대한 부조 행위가 있었다고 생각되고 있지만, 이들 약자는 어디까지나 사회 안의 열위자로 되어 있었다. 교회에 의한 자선 활동도 수도승려의 영적 구제라는 측면이 매우 강하고, 자선을 받는 빈곤자의 입장에 선 것이라고는 하지 못하고, 자선으로서의 한계가 있었다.
중세 유럽기에는, 도시에서 성장한 상공업자에 의한 길드가 자선 조합을 결성해, 교회와 함께 자선 활동을 전개했다. 근대 유럽기가 되면, 시민사회의 성장과 함께 자선과 기독교적 배경과의 분리가 진행된다. 스위스의 종교 개혁주의자들의 의견에 의하면, 가톨릭교회의 '막무가내로 시해를 준다는 외관의 자선을 인정하고 있었던' 일로 대항하기 위해서 '진정한 기독교도는 근면과 검약의 덕을'이라고 강하게 주장해야 했던 배경이 있었다고 한다. 한 층 더 산업혁명기에 들어간 다음은, 산업계의 성공자 등에 의한 자선 활동이 활발하게 되었다. 이 시기의 자선은 종교적인 색채를 엷게 하고 있어 자선의 세속화라고도 말하지만, 실업가 등은 적지 않아 자기만족으로서 자선을 실시하고 있는 곳이 있었다. 그 때문에, 그들의 자선은 개인적인 활동이라고 말할 수 있어 결코 계획적·조직적인 것은 아니라는 한계가 있었다.
그러한 상황에 있던 19세기 후기, 영국 런던에 자선 단체가 결성되면 영국의 각지 및 미국 등에서 같은 조직이 연달아 설립되어 갔다. 이들 단체는 조직적이고 계획적인 자선 활동을 실시해, 자선에 새로운 국면을 가져왔다. 또, 그 한 편에서는, 정부에 의한 사회 복지가 점차 충실해 와, 자선의 조직화가 민공양면으로 나아가고 갔던 것이다.
20세기에 들어가면 공적인 사회 복지가 고도로 정비되었기 때문에, 민간의 자선은 상대적으로 방계로 놓여지게 되었다. 그러나, 민간 자선은 공적 사회 복지로는 커버할 수 없는 분야를 담당하고 있어 특히 영국이나 미국에서는 사회 속에서 큰 역할을 계속 완수하고 있다.

## 일본의 자선 활동
불교의 전래의 뒤, 아스카 시대의 무렵에 왕족을 중심으로 자선적인 활동을 했다는 전설이 있지만, 본격적인 활동은 나라시대의 행기부터라고 생각되고 있다. 행기는 도로나 다리 등의 교통 시설이나 연못·용수 등 농업 시설의 건설 등 공익적인 활동에 종사했다.
헤이안 시대 전기에는, 상류 귀족이 제국에서 빈민 구제 정책을 취하는 사례가 비교적 많이 볼 수 있다. 이 시기의 상류 귀족의 사이에서는, 유교의 정신에 근거하고 어진 정치를 펴는 것이 이상으로 되어 있었기 때문이다.
일본의 자선 사상에서 특필해야 할 것은, 가마쿠라 시대 중기-후기의 예존과 닌쇼, 그리고 무로마치 시대 중기의 원아미이다. 사이다이지의 승려인 예존은, 당시 천시되고 있던 사람 축에 들지 못한 사람의 구제에 생애에 걸쳐서 진력했다. 닌쇼는 사회로부터 소외된 한센병 환자의 구제에 임해, 또 의료 시설을 카마쿠라 고쿠라쿠자카에 설치해 많은 환자의 간호에 노력했다. 무로마치 중기에 권진히지리로서 활약한 토키무네 승려의 원아미는, 오닌의 난 전후에 대기근이 일본 전국을 덮쳤을 때, 무로마치 장군 아시카가 요시마사의 뜻을 받아 교토를 거점으로서 적극적인 빈민 구제 활동을 전개했다. 이들 제승려 외에도, 사회복지사업에 크거나 작거나 진력하는 불교승려가 중세 일본에는 다수 존재했지만, 반대로 말하면 당시의 사회 모순이 컸던 일의 표현이기도 했다.
메이지 시대가 되면, 서양으로부터 자선 정신이 소개되어 기독교 신도나 실업가들에 의한, 서양류의 자선이 전개하며 갔다. 그 후, 재계에서 자선 활동이 활발해져, 제2차 대전 전까지는 황실과 재벌이 중심이 되어 일본의 자선 활동을 견인했다. 전후는 정부가 복지국가 정책을 추진해, 자선 활동의 상대적 지위는 저하했다.
제2차 세계대전 후의 일본에서 행해지고 있는 주된 자선 활동에는, 연말 살려 사랑 운동·해외 살려 사랑 운동, 붉은 날개 공동 모금 (매년 10~12월), 발인이 육영회 (교통유아에의 지원), 자선 쇼·자선 콘서트, 구세군의 '자선 냄비', 대규모 재해 발생 시의 일본 적십자사나 지방공공단체, 매스컴 산하의 사회복지사업단·기금 등 공적 조직에 의한 모금 (의연금) 접수, 인터넷을 통해서 실시하는 클릭 모금 등이 있다.

## 자선에 관한 통계
영국의 Charities Aid Foundation는 2010년부터 매년, 세계 기부 지수(World Giving Index)를 발표하고 있다.

## 일본의 자선 프로그램
텔레비전·라디오 등 매스컴에 의한 자선 활동도 행해지고 있어 1975년 3월의 '미야기 마리코의 자선 텔레비전 마라톤'에 시작해, 한 층 더 동년부터 '라디오·자선·뮤직 마라톤' (시각 장애인 복지), 그 다음 1976년에는 '달팽이 대작전' (교통유아 구제 2005년 종료)을 하고 있다.

## 일본의 자선 콘서트
- Dream Power 존 레논 슈퍼 라이브 2001년부터 매년 개최되고 있는 자선 콘서트. 콘서트의 매상금으로부터, 교육 기회를 타고 나지 않는 세계의 아이들의 학교 건설 자금을 기부한다.

## 참고 문헌
- 종교와 자본주의의 융성, 상권 -역사적 연구- 리처드 헨리 토니 저 데구치 유조·오치 무신 역 이와나미 서점 1956년 ISBN 9784003421116

## 같이 보기
- 구제
- 복지
- 기부
- 바자
- 박애주의 (자선 활동)
- 로베르토 클레멘테
- 찰스 디킨스 '황폐한 집'-'크리스마스 캐럴'로 박애의 정신을 호소한 디킨스지만, 그 한 편에서는 '황폐한 집' 등에서 19세기의 '적지 않은 자기만족'에 빠진 자선의 모습을 통렬하게 비판하고 있다.
- 자선 송
- 기업의 사회적 책임
- 해외 살려 사랑